# Храброст
Храброст, неустрашивост или јунаштво је једна од четири основне врлине. Основа је јака и стабилна жеља за испуњавањем своје личне обавезе упркос великим препрекама, опасностима и тешкоћама. Храбар човек се осећа способним и има довољно самопоуздања ризиковати нешто.
Храброст даје снагу и истрајност за превладавање тешкоћа и настојање за проналажење решења и даје нам снагу за превладавање страха. Храброст може бити и спремност жртвовања властитог живота. Храброст није порицање страха, ни одсутност страха. Напротив - то је одлука из слободног избора учинити оно што је потребно, упркос осећају страха.
Разликујемо:
- Физичку храброст, која означава способност суочавања са страхом, болом или ризиком од повреде, смрти.[1]
- Моралну храброст која значи способност ићи против мишљења других људи, ризиковати исмејавање, срамоту или осуде.[2]

## Карактеристике храбрости

### Страх и самопоуздање у односу на храброст
Према речима професора Данијела Путмана, „храброст подразумева намеран избор у суочавању са болним или страшним околностима зарад достојног циља“. Са овом спознајом, Путман закључује да „постоји блиска веза између страха и поверења“. Страх и самопоуздање у односу на храброст могу одредити успех храброг чина или циља. Они се могу посматрати као независне варијабле у храбрости, а њихов однос може утицати на то како реагујемо на страх. Осим тога, попоуздање о коме се овде говори је самопоуздање; поуздање у познавање својих вештина и способности и способност да се одреди када да се бори са страхом или када да побегне од њега. Путман наводи да: „Идеал у храбрости није само ригидна контрола страха, нити је порицање емоције. Идеал је да проценимо ситуацију, прихватимо емоцију као део људске природе и, надамо се, да добро користимо - развијене навике да се супротставимо страху и допустимо разуму да води наше понашање ка остваривању вредног циља."
Према Путману, Аристотел мисли на одговарајући ниво страха и поверења у храброст. „Страх, иако се може разликовати од особе до особе, није сасвим релативан, и прикладан је само ако 'одговара опасности ситуације'.“ Исто важи и за самопоуздање, јер постоје два аспекта самопоуздања у опасној ситуацији.
- „Реално поверење у вредност циља који мотивише позитивно деловање“.
- „Познавање сопствених вештина и способности. Друго значење одговарајућег самопоуздања је облик самоспознаје.”[7]

Без одговарајуће равнотеже између страха и самопоуздања када се суочи са претњом, човек не може имати храбрости да је превазиђе. Путман наводи „ако су две емоције различите, онда вишкови или недостаци у страху или самопоуздању могу изобличити храброст.“

### Могућа изобличења храбрости
Према Путману, постоје четири могућности:
- „Виши ниво страха него што ситуација захтева, низак ниво самопоуздања“. Оваква особа се доживљава као кукавица;
- „Претерано низак ниво страха када је прави страх одговарајући, претерано висок ниво поверења”. Неко попут овога би се сматрао безумним;
- „Превише висок ниво страха, али је и самопоуздање претерано високо“. Трећа могућност се може појавити ако је неко доживео трауматично искуство које је изазвало велику анксиозност током већег дела свог живота. Тада се плаше да би њихово искуство често било неприкладно и претерано. Ипак, као одбрамбени механизам, особа би показала превелики ниво самопоуздања као начин да се суочи са својим ирационалним страхом и „докаже“ нешто себи или другоме.“ Дакле, ово изобличење би се могло посматрати као метод суочавања са њиховим страхом.
- „Превише низак ниво страха и низак ниво самопоуздања”. За последњу могућност, то се може посматрати као безнађе или фатализам.

Дакле, Путман идентификује страх и храброст као дубоко испреплетене и да се ослањају на различите перцепције: „опасност ситуације“, „достојност узрока“, „и перцепцију нечије способности“.

## Теорије

### Античка Грчка
Платонов Лахес расправља о храбрости, али не успева да дође до задовољавајућег закључка о томе шта је храброст. Понуђене су многе дефиниције храбрости.
„...човек спреман да остане на свом месту и да се брани од непријатеља без бежања...“
„... нека врста истрајности душе...“
„... знање о основама страха и наде...“ 
Док су многе дефиниције дате у Платоновом Лахесу, све су оповргнуте, дајући читаоцу осећај Платоновог стила аргумената. Лахес је рани Платонов спис, што може бити разлог зашто није дошао до јасног закључка. У овом раном писању, Платон још увек развија своје идеје и показује утицај својих учитеља попут Сократа.
У Републици, Платон описује храброст као неку врсту истрајности – „очување веровања које је закон усадио кроз образовање о томе којих ствари и врста ствари треба да се плаше“. Платон објашњава ову истрајност као способност да се истраје кроз све емоције, као што су патња, задовољство и страх.
Као пожељном квалитету, о храбрости широко говори Аристотел у контексту славне смрти у борби за племенити циљ. У Никомаховој етици, где је њено одсуство порок кукавичлука, а вишак порок безобзирности, храброст представља средину између две крајности.
Тукидид, 5. грчки историчар, написао је: „Најхрабрији су сигурно они који имају најјаснију визију онога што је пред њима, славу и опасност, а ипак, упркос томе, излазе јој у сусрет.“

### Древни Рим
У Римском царству, храброст је била део универзалне врлине virtus. Римски филозоф и државник Цицерон (106–43. п. н. е.) наводи главне врлине, али их не именује као такве: „Врлина се може дефинисати као навика ума (animi) у складу са разумом и поретком природе. Има четири дела : мудрост (prudentiam), правда, храброст, умереност." Међутим, Цицерон је сматрао да је „храбар дух у човеку који није достигао савршенство и идеалну мудрост генерално превише нагао”. Позната је латинска изрека која се приписује Вергилију: Audaces fortuna iuvat са значењем „Храбрима срећа помаже″.